# Кайса
Кайса (фін. Kaisa, Kajsa) — популярне фінське жіноче ім'я. Походить від Катаріна. На кінець 2009 року близько 27 390 фінських жінок носили ім'я Кайса. Іменини святкуються 25 листопада. Ім'я використовується також і в Швеції.

## Відомі персони
- Кайса Мякяряйнен — фінська біатлоністка
- Айно-Кайса Саарінен — фінська лижниця
- Кайса Бергквіст — шведська легкоатлетка